# Edward Brzeski
Edward Brzeski (ur. 18 października 1887 w Kaczkowie, zm. 23 października 1939 w Kościanie) – oficer armii niemieckiej, powstaniec wielkopolski, major Wojska Polskiego w II Rzeczypospolitej, kawaler Orderu Virtuti Militari.

## Życiorys
Urodził się w rodzinie Erazma i Wandy z Zielenieckich. Absolwent gimnazjum i szkoły handlowej w Berlinie. W 1911 powołany do armii niemieckiej do 1 pułku artylerii polowej gwardii w Berlinie. W 1914 został ponownie zmobilizowany i walczył na froncie zachodnim I wojny światowej.
W styczniu 1919 wstąpił do oddziałów powstańczych i wziął udział w powstaniu wielkopolskim. W składzie I dywizjonu 3 pułku artylerii polowej Wielkopolskiej wziął udział w wojnie polsko-bolszewickiej. W lipcu 1920 kolumna 14 Dywizja Piechoty przebijała się szosą od Żłobinki na zachód w kierunku Motykały Wielkie. Podczas tego przemarszu kolumna kilkakrotnie napotkała na zacięty opór nieprzyjaciela, mianowicie na wysokości folwarku Bary. Nieprzyjaciel atakował z trzech stron.(...) kilkakrotnie kazał zajmować otwarte pozycje i stojąc w bezustannym ogniu nadzwyczaj skutecznie prowadził ogień, przyczyniając się do uratowania grupy. Po zakończeniu walk zdemobilizowany. 8 stycznia 1924 został zatwierdzony w stopniu majora ze starszeństwem z 1 czerwca 1919 i 84. lokatą w korpusie oficerów rezerwy artylerii. Posiadał przydział w rezerwie do 14 pułku artylerii polowej w Poznaniu.
W okresie międzywojennym prowadził własne gospodarstwo rolne w Oborzyskach Starych. W 1934, jako oficer rezerwy pozostawał w ewidencji Powiatowej Komendy Uzupełnień Kościan. Posiadał przydział do Oficerskiej Kadry Okręgowej Nr VII. Był wówczas w grupie oficerów „po ukończeniu 40 roku życia”.
Po wkroczeniu wojsk niemieckich  do Kościana, został zatrzymany, a potem rozstrzelany w grupie 17 innych zakładników pod ścianą kościańskiego Ratusza.
Pogrzebany na cmentarzu żydowskim, a po ekshumacji w 1946 jego prochy złożono w Mauzoleum na cmentarzu parafialnym.

## Ordery i odznaczenia
- Krzyż Srebrny Orderu Wojskowego Virtuti Militari nr 2315[8]
- Krzyż Walecznych[2]
- Złoty Krzyż Zasługi (15 września 1937)[9]